# Johannes Leonardi

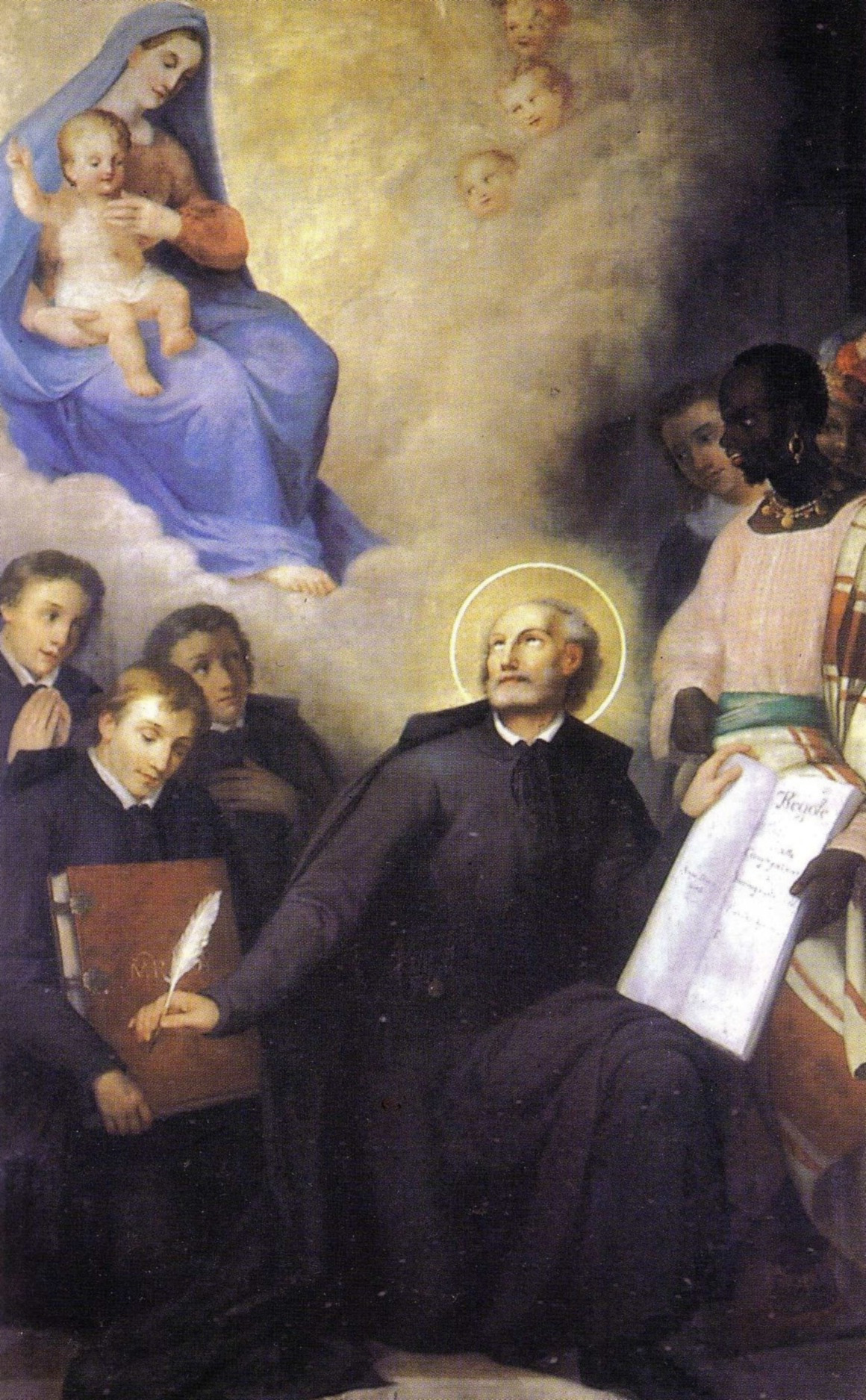
Johannes Leonardi

Johannes Leonardi (Diecimo, Lucca, 1541 – Rome, 9 oktober 1609) was een priester en stichter van de Reguliere Clerici van de Moeder Gods.
Leonardi was een apotheker die zich wijdde aan de ziekenverpleging. In 1571 werd hij priester. Hij stichtte in 1574 in Lucca de Reguliere Clerici van de Moeder Gods. Deze religieuzen werden belast met onderwijs, en in het bijzonder het geloofsonderricht in de steden. Ook voerde hij hervormingen door in de congregatie van de heilige Wilhelmus van Monte Vergine, de Congregatie van Montevergine, en in die van de heilige Johannes Gualbertus te Vallombrosa, de Vallombrosianen.
Leonardi stierf bij de verpleging van pestlijders in Rome.
Hij is bekend geworden door de uitspraak: Het stelt niets voor om heilig te worden, het stelt iets voor het te blijven.
Hij werd zalig verklaard in 1861 en heilig in 1938. Zijn feestdag is 9 oktober.